# غاي والترز
غاي والترز (بالإنجليزية: Guy Walters)‏ (8 أغسطس 1971 في المملكة المتحدة)؛ صحفي، مؤرخ وروائي أمريكي. درس في كلية إيتون.